# Cappella di San Bernardino
La Cappella di San Bernardino è un luogo di culto cattolico situata nel cimitero di Lusernetta, in Val Pellice. 

## Storia
La cappella votiva fu costruita tra il 1450 e il 1520 circa. Nel 1584 divenne cappella gentilizia dei conti di Rorà. Fino al 1784 dipendeva dalla parrocchia di Bibiana da cui fu poi separata per formare l’attuale parrocchia di Lusernetta. Fu intitolata a San Bernardino da Siena (1380-1444) che molto predicò per convertire i Valdesi.
Dal 2019, la Cappella è uno dei siti piemontesi accessibili nell'ambito del progetto “Chiese a porte aperte”, che tramite una app consente di prenotare una visita in un determinato orario, accedere direttamente alla chiesa inquadrando un codice affisso al portone con uno smartphone e fruire di una presentazione multimediale dell'interno.

## Descrizione
La facciata è in stile neogotico, parzialmente ricostruita posteriormente alla prima edificazione. Lo testimonia anche lo stemma ben visibile del casato del conte Enrico Morozzo e della moglie Irene Veraris di Castiglione, nobili di Torino che verso la fine del 1800 si occuparono della risistemazione del cimitero.

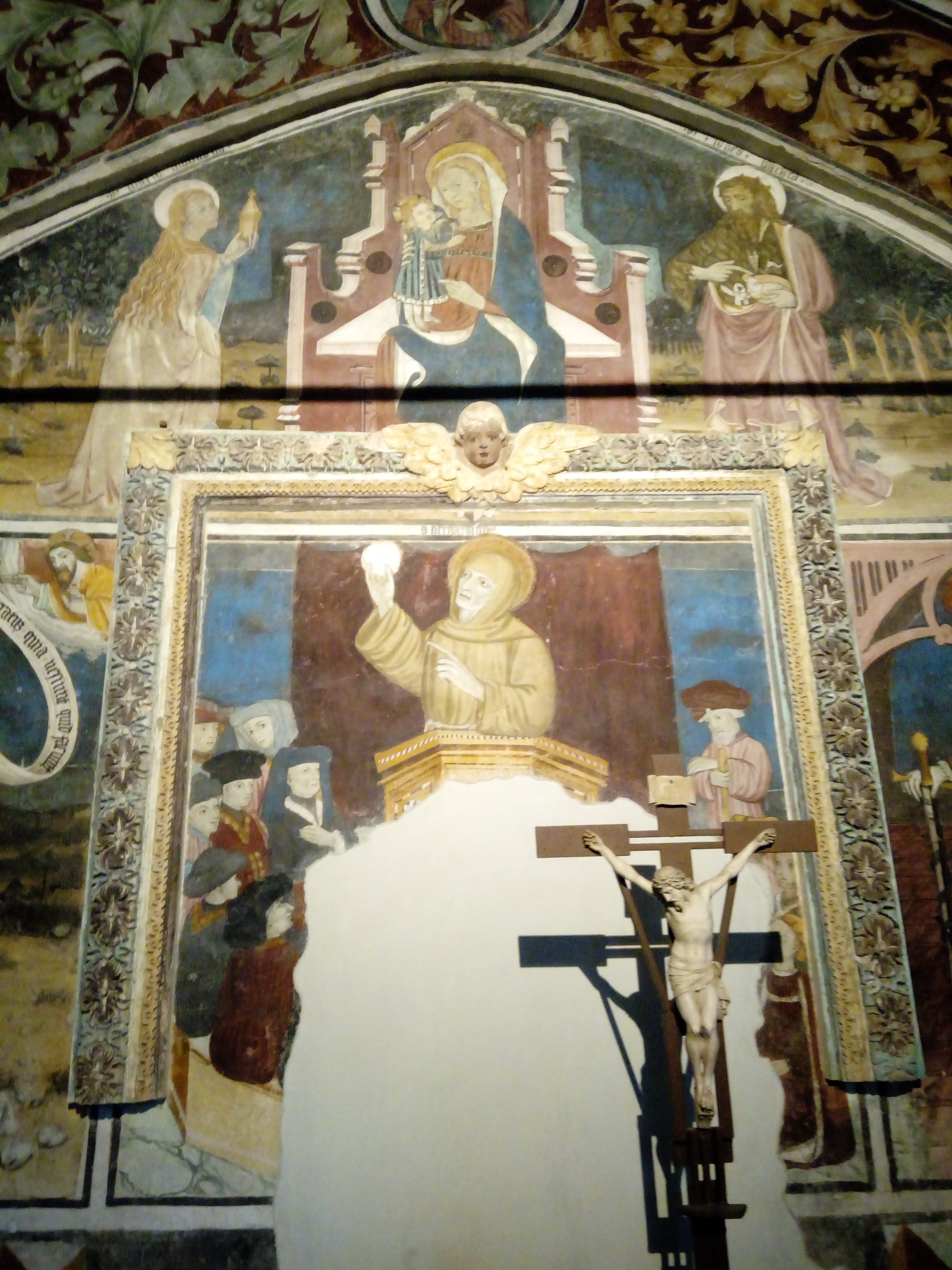
Affreschi nella Cappella di San Bernardino, nel cimitero di Lusernetta

Nell’interno ad aula unica, l'abside gotica quadrata e voltata a botte è impreziosita dagli affreschi attribuiti a un artista anonimo convenzionalmente denominato "Maestro di Lusernetta". Al centro della volta un Cristo benedicente in mandorla appare circondato dai simboli dei quattro Evangelisti; sulle pareti sono effigiati i dodici Apostoli, sei per lato, in altrettante nicchie su ciascuna delle quali è scritto il nome del raffigurato. All’inizio e al termine della volta sono disegnate due fasce a ricche foglie d’acanto, interrotte da sei tondi con i cinque busti dei santi Costanzo, Lucia, Barbara, Stefano, Caterina e l’agnello simbolo di Gesù.
La decorazione sulla parete terminale, dove un tempo si trovava l'altare, è di epoca posteriore e comprende una Madonna in trono con in braccio il Bambino vestito di un cappottino con a fianco Maria Maddalena e Giovanni Battista. Sulla parte destra è raffigurato san Chiaffredo, al suo fianco san Bernardino da Siena che mostra l’ostia a coloro che vorrebbe convertire.
Sulla parete sinistra, una Madonna della Misericordia col Bambino attribuita a Jacobino Longo (inizi del XVI sec.), sotto il cui manto blu trova protezione la famiglia dei conti Luserna di Rorà, committenti dell’opera. Nei restauri della fine degli anni Novanta, è venuta alla luce, sulla parete sinistra, l'immagine di un San Giorgio a cavallo che uccide il drago per salvare la Principessa. Nella scenografia alle sue spalle è assente la prospettiva e ciò fa pensare che l'affresco sia quattrocentesco.